# General MIDI

General MIDI est une norme visant à assurer une compatibilité entre certains instruments MIDI gérant des banques de sons génériques fixes et prêts à l'emploi (preset). Elle établit entre autres une numérotation des programmes de timbres que peut jouer l'instrument et leur classification par familles d'instruments (les claviers, guitares, cuivres, nappes, etc.). Il est donc possible d'échanger des fichiers General MIDI sans connaître le matériel dont dispose le destinataire, ce qui permet le respect des timbres choisis pour chaque piste MIDI par le programmeur du fichier, à condition que le matériel en question soit à la norme General MIDI.

## General MIDI niveau 1

### Historique
En septembre 1991, la MIDI Manufacturers Association (ou MMA) et le Japan MIDI Standards Committee (JMSC) ont adopté la norme « General MIDI niveau 1 », aussi connue sous l'acronyme GM1. Elle visait à obtenir une compatibilité minimale entre les instruments MIDI.

### Contraintes
Un instrument GM1 (synthétiseur, expandeur, carte son, etc.) doit répondre aux critères suivants :
- 24 voix de polyphonie pour la mélodie et les percussions, ou 16 voix pour la mélodie et 8 pour les percussions. Toutes ces voix doivent être sensibles à la vélocité ;
- 16 canaux MIDI pouvant chacun jouer un type d'instrument différent, le canal 10 étant dédié aux percussions ;
- 16 instruments doivent pouvoir être joués simultanément. Au moins 128 instruments et 47 percussions doivent être disponibles et leur numérotation est normalisée ;
- les messages de contrôle continus 1, 7, 10, 11, 64, 121 et 123, les RPN 0, 1 et 2, la pression et le pitch bend doivent être gérés ;
- certains messages système doivent être interprétés, parmi lesquels ceux d'accordage et les messages système GM1.

### Numérotation des instruments GM
La correspondance entre numéros et instruments est strictement définie dans la norme GM1.
Pour que cette correspondance soit effective, il faut que l'appareil qui restitue les sons (synthétiseur, expandeur, etc.) soit également configuré en mode General MIDI. Les tableaux ci-dessous qui définissent la correspondance (mapping) ne seront pas forcément garantis si l'appareil a été configuré dans un autre mode (ex. : MT_32, CM).
Cette remarque concerne aussi la nature des fichiers MIDI. Si on prend un fichier MIDI GM, certaines séquences peuvent être émises sur des canaux qui sont muets à cause de la configuration non GM de l'équipement de destination. Il n'y a pas d'erreur mais le son n'est pas émis.

#### Classement par familles d'instruments
On regroupe ici les instruments où une note peut être jouée à différentes hauteurs, contrairement aux instruments de percussion.
Pour faire entendre un son, on indiquera à l'équipement MIDI, quel programme il doit utiliser (ex. : « piano électrique » – code MIDI program change 04), quelle hauteur de note il doit jouer (ex. : A4 ou la à 440 Hz - code MIDI pitch 69) avec quelle intensité (code MIDI velocity).
Voici le classement par familles d'instruments. Les chiffres ci-dessous sont les valeurs décimales puis hexadécimales des numéros de programme (message MIDI Program Change) de 0 à 127 en interne, mais les appareils MIDI les affichent souvent numérotés de 1 à 128 (il faut alors ajouter 1 aux valeurs données ici) :

#### Liste des percussions
À la différence des instruments mélodiques, les instruments de percussion MIDI émettent toujours le même son (ex. : tambourin) et on ne peut pas modifier la hauteur de note.
Chaque instrument de percussion est associé à une touche différente (note) du clavier. Si on prend le cas de deux timbales d'orchestre, elles sont accordées différemment et il leur correspondra donc deux numéros différents.
Les valeurs décimales ci-dessous sont les numéros de note des claviers de piano ; 27 correspond au ré dièse du premier octave (D#1), 28 à E1, 36 à C2 et ainsi de suite jusqu'à 84 (=C6).
La touche 69 (=A4) correspond au la 440.

Percussions sur le clavier midi

- 27 : Balais
- 28 : Roulement de balais
- 29 : Roulement de caisse claire
- 30 : Castagnettes
- 31 : Caisse claire 0
- 32 : Coup de baguette
- 33 : Grosse caisse 0
- 34 : Caisse claire avec rimshot
- 35 : Grosse caisse médium
- 36 : Grosse caisse haute
- 37 : Coup de métronome
- 38 : Caisse claire 1
- 39 : Claquement de main
- 40 : Caisse claire 2
- 41 : Tom basse grave
- 42 : Charley frappé
- 43 : Tom basse aigu
- 44 : Charley au pied
- 45 : Tom médium 4
- 46 : Charley ouvert
- 47 : Tom médium 3
- 48 : Tom médium 2
- 49 : Cymbale crash
- 50 : Tom aigu
- 51 : Cymbale ride
- 52 : Cymbale china
- 53 : Cymbale ride/cup
- 54 : Tambourin
- 55 : Cymbale splash
- 56 : Cencerro ou Cowbell
- 57 : Cymbale crash 2
- 58 : Vibraslap
- 59 : Cymbale ride aigue
- 60 : Bongo aigu
- 61 : Bongo grave
- 62 : Congas aigu sourd
- 63 : Congas aigu ouvert
- 64 : Congas grave
- 65 : Timbales aigu
- 66 : Timbales grave
- 67 : Cloche agogo aiguë
- 68 : Cloche agogo grave
- 69 : Cabasa
- 70 : Maracas
- 71 : Sifflet aigu
- 72 : Sifflet grave
- 73 : Güiro court
- 74 : Güiro long
- 75 : Claves
- 76 : Woodblock aigu
- 77 : Woodblock grave
- 78 : Cuica assourdie
- 79 : Cuica ouverte
- 80 : Triangle tenu
- 81 : Triangle libre
- 82 : Shaker
- 83 : Grappe de clochettes
- 84 : Arbre à cloches

## General MIDI niveau 2

### Historique
General MIDI 2 a été normalisé en 1999. C'est un groupe d'extensions de GM1 augmentant le nombre de sons (128 à 256) et de contrôles disponibles. Tous les appareils compatibles GM2 sont compatibles GM1.

### Définitions

#### Banques d'instruments
Les instruments mélodiques peuvent être regroupés en classes de 128 éléments maximum, appelées « variation », « banque » ou « page ».
Le changement de banque permet en général de modifier la couleur de l'instrument en le remplaçant par un instrument voisin de la même famille.
Ainsi, selon la banque choisie, une même note (ex. : Fa4) pourra être reconnue comme venant d'une guitare électrique ou bien d'une guitare hawaïenne.
Pour faire entendre un son de guitare hawaïenne, on indiquera donc à l'équipement MIDI sur un canal mélodique, quelle banque il doit utiliser (numéro de banque), quel instrument il doit représenter (numéro de programme) et quelle note il doit jouer (29=F1= fa de l'octave 1).
À la mise sous tension des équipements MIDI, les instruments disponibles par défaut sont ceux décrits dans les tableaux ci-dessus (variation dite « capitale ») mais il est ensuite possible de les réaffecter sur une autre banque. La liste de ces instruments supplémentaires est variable selon les constructeurs (consulter la table d'implémentation MIDI fournie avec l'instrument).

#### Kits de percussion
De la même manière que les instruments mélodiques, les instruments de percussion peuvent également être regroupés en classes appelées « kit » ou « set » (ex. : Standard Set, Room Set, Power Set, Brush Set, Orchestra Set, SFX Set) et seront choisis pour donner un caractère particulier  au morceau (ambiance percussions latines, orchestre classique, musique électronique, etc.).
Les kits sont identifiés par des commandes de changement de programme émises sur le canal MIDI de percussion.
Ainsi pour faire entendre un Roulement de caisse claire, on indiquera à l'équipement MIDI sur ce canal, quel kit il doit utiliser (Standard Set = numéro de programme 1) et quelle note il doit jouer (29=F1= fa de l'octave 1).
À la mise sous tension des équipements MIDI, le kit de percussion disponible par défaut est celui du « Standard set » mais il est ensuite possible de le réaffecter.
La liste des kits de percussion disponibles est variable selon les constructeurs (consulter la table d'implémentation MIDI fournie avec l'instrument).

#### Exclusion d'instruments
Il est à remarquer que certaines implémentations (surtout pour les percussions) gèrent des ensembles d'instruments exclusifs : le choix d'un instrument du même groupe d'exclusion coupe automatiquement la résonance d'un autre démarré antérieurement. L'effet obtenu est ainsi très « pro ». Exemple : open hit-hat et closed hit-hat, qui correspondent à deux notes différentes, ne peuvent pas jouer ensemble.

### Messages MIDI
On retiendra les messages déjà évoqués :
- de sélection de banque ;
- de sélection d'instrument dans la banque ;
- de note : hauteur, durée, vélocité, etc.

À cela s'ajoutent les messages qui permettent de configurer l'appareil MIDI (voir la documentation constructeur) :
- Registered Parameter Number (RPN) : liste de paramètres modifiables.

Les messages de caractéristique du son sont :
- le panoramique : pour positionner un instrument dans l'espace (complètement à gauche ou à droite, ou au milieu, ou n'importe où dans l'intervalle ;
- le chorus : permet d'enrichir le son en lui donnant un effet de chœur ;
- la réverbération : apporte un écho discret ; exemple : réverbération d'église, opéra, théatre, salle de bal, pièce, plaque métallique, salle de bains.

Les messages system exclusive (SYSEX) sont des messages spécifiques à un constructeur. Ils contiennent son identité (marque), le type d'appareil, etc. Ils peuvent être utilisés pour vider la mémoire de l'appareil (system dump) dans un but de sauvegarde externe ou dans un mode rechargement pour réinitialiser la mémoire de l'appareil avec des données sauvegardées.

### Contraintes
Un instrument GM2 doit répondre aux contraintes suivantes :
- disposer de seize canaux MIDI, seize instruments mélodiques simultanés (tous canaux), deux kits de percussion simultanés (canaux 10 et 11) ;
- répondre à de nombreux messages de contrôle, parmi lesquels : sélection de banque, modulation, temps de portamento, sostuento, temps d'attaque, réglages de vibrato, réglages de chorus, réglages de réverbération ;
- disposer des instruments et des kits de percussion GM2.

## General MIDI Lite

### Historique
General MIDI Lite est une norme publiée en 2001. Elle cible des instruments n'ayant pas les capacités techniques pour répondre à toutes les contraintes de la norme GM1.

### Contraintes
Un instrument GM Lite doit répondre aux contraintes suivantes :
- polyphonie de seize notes ;
- jusqu'à quinze instruments simultanés ;
- un kit de percussions (canal 10) ;
- compatibilité avec quelques types de messages, parmi lesquels : modulation, volume, balance, expression, pitch bend ;
- disposer des instruments et percussions GM1.